# Charlie – Minden kutya a mennybe jut 2.
A Charlie – Minden kutya a mennybe jut 2. (eredeti cím: All Dogs Go to Heaven 2) 1996-ban bemutatott amerikai rajzfilm, amely az 1989-ben bemutatott Charlie – Minden kutya a mennybe jut című rajzfilm folytatása. Az animációs játékfilm rendezője Paul Sabella, producere Paul Sabella, Jonathan Dern, Kelly Ward és Mark Young. A forgatókönyvet Arne Olsen, Kelly Ward és Mark Young írta, a zenéjét Mark Watters szerezte. A mozifilm az MGM Family Entertainment és a Metro-Goldwyn-Mayer Animation gyártásában készült, és ugyancsak a Metro-Goldwyn-Mayer forgalmazásában jelent meg. Műfaja zenés drámai romantikus filmvígjáték.
Amerikában 1996. március 29-én mutatták be a mozikban, Magyarországon 2006. december 25-én a TV2-n vetítették le a televízióban.

## Szereplők
| Szereplő                         | Eredeti hang             | Magyar hang    |
| -------------------------------- | ------------------------ | -------------- |
| Charlie B. Barkin                | Charlie Sheen            | Háda János     |
| Vakarcs (Itchy Itchiford)        | Dom DeLuise              | Harsányi Gábor |
| Sasha La Fleur                   | Sheena Easton            | Huszárik Kata  |
| Annabelle                        | Bebe Neuwirth            | Orosz Anna     |
| Bulldog (Carface Carruthers)     | Ernest Borgnine          | Papp János     |
| Dávid (David)                    | Adam Wylie               | Penke Bence    |
| Vörheny (Red)                    | George Hearn             | Vass Gábor     |
| Thom                             | Bobby DiCicco            | Seder Gábor    |
| Claire                           | Annette Helde            | Árkosi Kati    |
| Ace, a bernáthegyi kutya         | Kevin Michael Richardson | Uri István     |
| Andrews járőr                    | Kevin Michael Richardson | Breyer Zoltán  |
| Labrador MC                      | Wallace Shawn            | Breyer Zoltán  |
| McDowell járőr                   | Pat Corly                | Rudas István   |
| Reyes járőr                      | Marabina Jaimes          | Sági Tímea     |
| Járőr, a talált tárgyak felelőse | Maurice LaMarche         | Kapácsy Miklós |

## Betétdalok
| Dal                                   | Előadó                             |
| ------------------------------------- | ---------------------------------- |
| It's Too Heavenly Here                | Jesse Corti                        |
| My Afghan Hairless                    | Jim Cummings                       |
| It Feels So Good To Be Bad            | George Hearn Ernest Borgnine       |
| Count Me Out                          | Sheena Easton                      |
| I Will Always Be With You             | Sheena Easton Jesse Corti          |
| On Easy Street                        | Jesse Corti Adam Wylie Dom DeLuise |
| I Will Always Be With You (End Title) | Danny Frazier Helen Darling        |

## Televíziós megjelenések
- TV2
- Story4